# Lista över städer i Luxemburg
| Tyskt namn        | Franskt namn     | Luxemburgskt namn    | Kanton              | Distrikt     | Stad sedan | Folkmängd |
| ----------------- | ---------------- | -------------------- | ------------------- | ------------ | ---------- | --------- |
| Clerf             | Clervaux         | Cliärref             | Clerf               | Diekirch     | efter 1500 | 1.800     |
| Diekirch          | Diekirch         | Dikkrech             | Diekirch            | Diekirch     | före 1400  | 5.700     |
| Differdingen      | Differdange      | Déifferdeng          | Esch an der Alzette | Luxemburg    | 1907       | 18.900    |
| Düdelingen        | Dudelange        | Diddeleng            | Esch an der Alzette | Luxemburg    | 1907       | 18.000    |
| Echternach        | Echternach       | Iechternach          | Echternach          | Grevenmacher | före 1300  | 4.500     |
| Esch an der Alzig | Esch-sur-Alzette | Esch un der Uelzecht | Esch an der Alzette | Luxemburg    | 1906       | 28.000    |
| Ettelbrück        | Ettelbruck       | Ettelbréck           | Diekirch            | Diekirch     | 1907       | 7.000     |
| Grevenmacher      | Grevenmacher     | Gréiwemaacher        | Grevenmacher        | Grevenmacher | före 1300  | 3.000     |
| Luxemburg         | Luxembourg       | Lëtzebuerg           | Luxemburg           | Luxemburg    | före 1300  | 82.200    |
| Remich            | Remich           | Réimech              | Remich              | Grevenmacher | före 1400  | 2.800     |
| Rümelingen        | Rumelange        | Remmeleng            | Esch                | Grevenmacher | 1907       | 3.500     |
| Vianden           | Vianden          | Viannen              | Vianden             | Diekirch     | före 1400  | 1.400     |
| Wiltz             | Wiltz            | Woolz                | Wiltz               | Diekirch     | före 1200  | 3.800     |